# Xeroftalmia
La  xeroftalmia  è una condizione in cui gli occhi di una persona non riescono più a lacrimare, si differenzia dal termine più generico occhio secco utilizzando il termine xeroftalmia solamente per indicare l'assenza di vitamina A, causa della patologia.

## Epidemiologia
Molto raro in ogni paese sviluppato ma molto più comune nei paesi ancora in via di sviluppo o non sviluppati (come Africa o Malaysia).

## Eziologia
Solitamente viene implicata una siccità distruttiva dell'epitelio congiuntivale dovuto alla mancanza della vitamina A nella dieta giornaliera dell'individuo. Tale deficit è uno dei tre più grandi disagi alimentari al mondo.Fattori di rischio sono l'età, malattie autoimmuni come l'artrite reumatoide, e la diarrea